# Viscount of Primrose
Viscount of Primrose war ein erblicher britischer Adelstitel in der Peerage of Scotland.
Der Titel wurde am 30. November 1703 für Sir James Primrose, 3. Baronet, geschaffen. Zusammen mit der Viscountwürde wurde ihm der nachgeordnete Titel Lord Primrose and Castlefield verliehen. Bereits 1687 hatte er von seinem Vater den fortan ebenfalls nachgeordneten Titel Baronet, of Carrington in the County of Selkirk, geerbt, der am 1. August 1651 in der Baronetage of Nova Scotia seinem Großvater, dem Richter am Court of Session Archibald Primrose, Lord Carrington, verliehen worden war.
Der Viscount- und Lordtitel erloschen beim Tod seines jüngeren Sohnes, des 3. Viscounts, am 8. Mai 1741. Der Baronettitel fiel indessen an dessen Onkel zweiten Grades James Primrose, 2. Earl of Rosebery (1691–1765) als 6. Baronet.

## Liste der Viscounts of Primrose (1703)
- James Primrose, 1. Viscount of Primrose (um 1680–1706)
- Archibald Primrose, 2. Viscount of Primrose († 1716)
- Hugh Primrose, 3. Viscount of Primrose (um 1703–1741)